# Amateur Achievement Award
Amateur Achievement Award je jedno z devíti ocenění udělovaných každoročně Pacifickou astronomickou společností lidem, kteří dokázali významně přispět astronomii a přitom nejsou profesionálními astronomy. Cena je udělována od roku 1979 a její prestiž je z velké části založena na faktu, že ocenění bývají vybíráni mezi astronomickými amatéry z celého světa.
Laureáti obdrží na každoročním slavnostním banketu plaketu a finanční odměnu ve výši 500 amerických dolarů. Kandidáty na ocenění může nominovat kdokoli z astronomické komunity (s výjimkou samotných nominovaných a jejich rodinných příslušníků) a k nominaci ještě musí být přiložena další doporučení. Nominace musí být doručeny Pacifické astronomické společnosti vždy do 15. prosince daného nominačního roku a zůstávají v platnosti po dobu dalších tří let. Vítěze vybírá tzv. Awards Committee, tj. výbor pro udělování ceny, jmenovaný správní radou společnosti. Důvodem udělení ceny mohou být výjimečné pozorovatelské úspěchy amatérských astronomů nebo příspěvky ke zdokonalení pozorovatelské techniky. Výbor má právo ocenění neudělit nikomu z nominovaných, pokud nepovažuje jejich příspěvky astronomii za dostatečně výjimečné, což se již také několikrát stalo.

## Laureáti

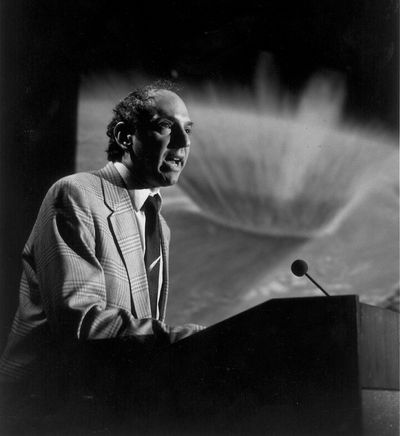
David Levy, laureát z r. 1993

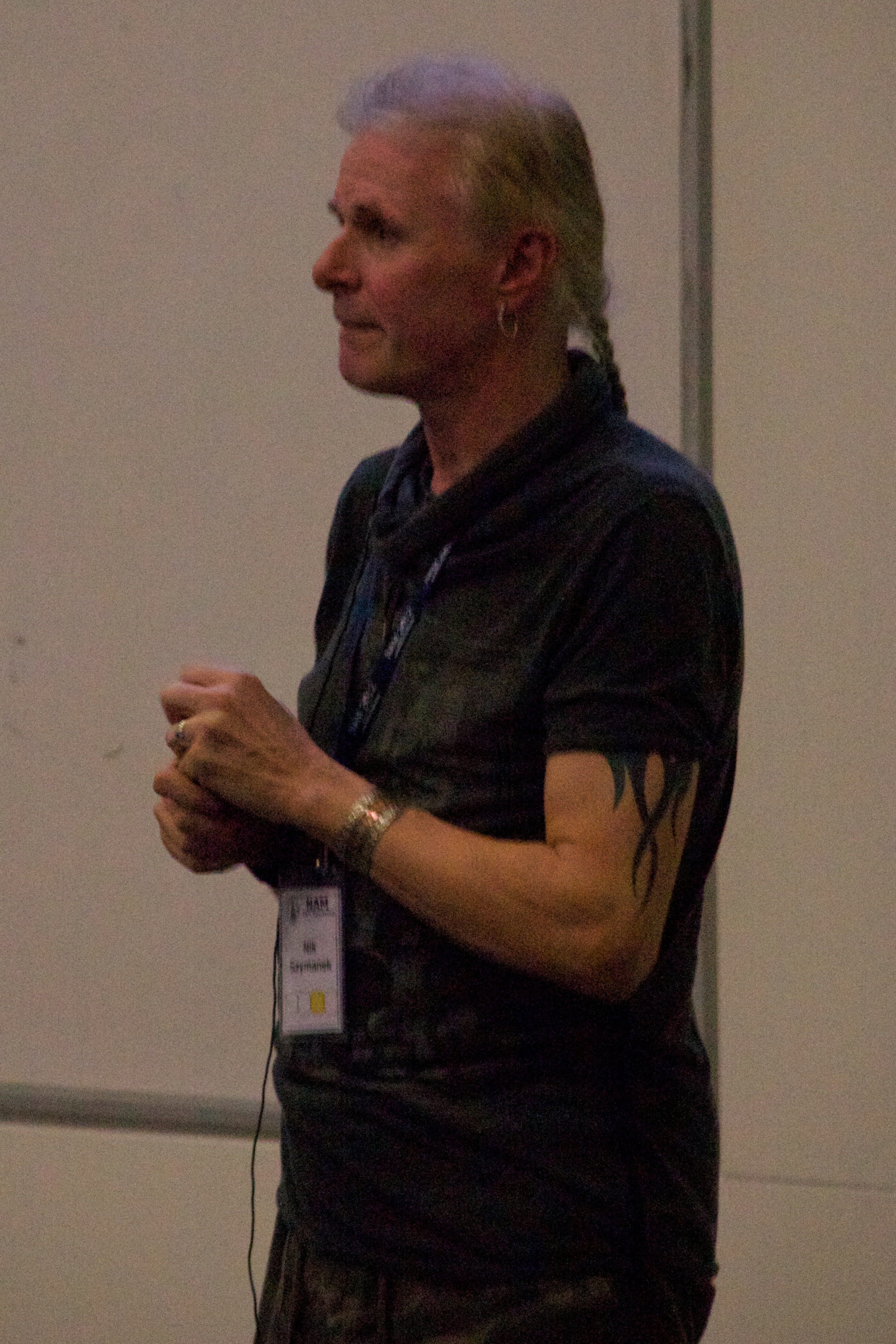
Nik Szymanek, laureát z r. 2004

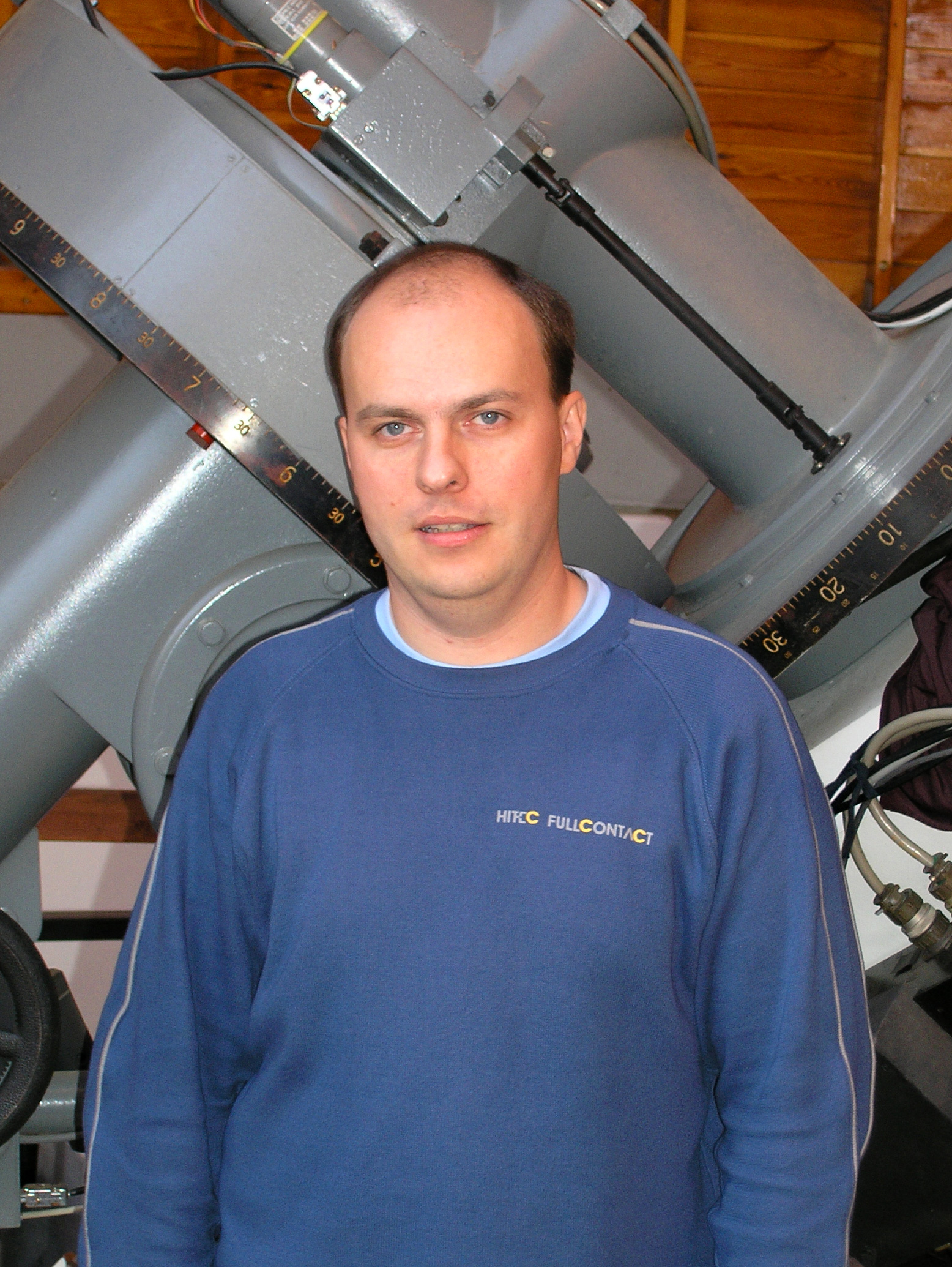
Kamil Hornoch, laureát z r. 2006

| Rok  | Jméno                          | Působiště             | Obor                                                                                  |
| ---- | ------------------------------ | --------------------- | ------------------------------------------------------------------------------------- |
| 1979 | James McMahon                  | Spojené státy         | Zákryty                                                                               |
| 1980 | Frank Bateson                  | Nový Zéland           | Proměnné hvězdy                                                                       |
| 1981 | George Alcock                  | Velká Británie        | Novy/komety                                                                           |
| 1982 | Ben Mayer                      | Spojené státy         | Problicom                                                                             |
| 1983 | Jay U. Gunter                  | Spojené státy         | Planetky                                                                              |
| 1984 | Russell Merle Genet            | Spojené státy         | Fotoelektrická fotometrie                                                             |
| 1985 | Gregg Thompson & Robert Evans  | Austrálie             | Supernovy                                                                             |
| 1986 | Jean Meeus                     | Belgie                | Astronomické výpočty                                                                  |
| 1987 | Clinton B. Ford                | Spojené státy         | Proměnné hvězdy                                                                       |
| 1988 | Jack B. Newton                 | Kanada                | Astrofotografie                                                                       |
| 1989 | Paul Baize                     | Francie               | Dvojhvězdy                                                                            |
| 1990 | Oscar E. Monnig                | Spojené státy         | Meteority                                                                             |
| 1991 | Otto Kippes                    | Německo               | Oběžné dráhy planetek                                                                 |
| 1992 | Richard D. Lines & Helen Lines | Spojené státy         | Fotoelektrická fotometrie proměnných hvězd                                            |
| 1993 | David H. Levy                  | Kanada/ Spojené státy | Komety                                                                                |
| 1994 | Walter H. Haas                 | Spojené státy         | Zakladatel Asociace pozorovatelů Měsíce a planet (ALPO)                               |
| 1995 | Donald C. Parker               | Spojené státy         | Fotografie planet                                                                     |
| 1996 | Michiel Daniel Overbeek        | Jihoafrická republika | Proměnné hvězdy                                                                       |
| 1997 | Edward A. Halbach              | Spojené státy         | Proměnné hvězdy/zákryty                                                               |
| 1998 | Albert F. A. L. Jones          | Nový Zéland           | Proměnné hvězdy/komety                                                                |
| 1999 | Warren Offutt                  | Spojené státy         | Transneptunická tělesa                                                                |
| 2000 | Paul Boltwood                  | Kanada                | Fotografie vzdáleného vesmíru/kometa Hyakutake                                        |
| 2001 | Syuichi Nakano                 | Japonsko              | Výpočty kometárních drah                                                              |
| 2002 | cena neudělena                 | cena neudělena        | cena neudělena                                                                        |
| 2003 | Kyle E. Smalley                | Spojené státy         | Blízkozemní planetky                                                                  |
| 2004 | Nik Szymanek                   | Velká Británie        | Fotografování a zpracování obrazu                                                     |
| 2005 | Tim Hunter                     | Spojené státy         | Světelné znečištění                                                                   |
| 2006 | Kamil Hornoch                  | Česko                 | Vizuální a CCD pozorování proměnných hvězd/komet                                      |
| 2007 | Peter Francis Williams         | Austrálie             | Proměnné hvězdy/novy                                                                  |
| 2008 | Steve Mandel                   | Spojené státy         | CCD pozorování                                                                        |
| 2009 | Thomas Droege                  | Spojené státy         | Vývoj CCD přístrojů a celosvětový program prohlídky oblohy                            |
| 2010 | Allan Rahill                   | Kanada                | Předpověď počasí                                                                      |
| 2011 | Kevin Apps                     | Velká Británie        | Astrofyzika                                                                           |
| 2012 | Jeffrey L. Hopkins             | Spojené státy         | Fotometrie a spektroskopie                                                            |
| 2013 | cena neudělena                 | cena neudělena        | cena neudělena                                                                        |
| 2014 | Rod Stubbings                  | Austrálie             | Spolupráce na redefinování trpasličích nov typu Z Cam, objev rekurentní novy V745 Sco |
| 2015 | cena neudělena                 | cena neudělena        | cena neudělena                                                                        |
| 2016 | cena neudělena                 | cena neudělena        | cena neudělena                                                                        |
| 2017 | Gao Xing                       | Čína                  | Supernovy/komety                                                                      |
| 2018 | Thiam-Guan Tan                 | Austrálie             | Exoplanety                                                                            |